# Olympische Zomerspelen 1948
De Olympische Zomerspelen van de XIVe Olympiade werden in 1948 gehouden in Londen, Verenigd Koninkrijk. Londen werd verkozen boven Baltimore, Lausanne, Los Angeles, Minneapolis en Philadelphia. Na een onderbreking van 12 jaar door de Tweede Wereldoorlog waren dit de eerste Spelen sinds de zomerspelen van 1936 in Berlijn.
De Zomerspelen waren evenwel zeer sober. Het olympisch dorp in Uxbridge bestond uit vrij troosteloze kazernes, het vervoer was ontoereikend en voedingswaren als vlees, boter, melk en brood stonden nog altijd op de bon.
Ook qua infrastructuur werd er bespaard. Het Wembleystadion, dat eigenlijk een voetbalstadion is, kreeg voor de gelegenheid een atletiekbaan. De dichtbijgelegen Empire Pool werd gebruikt voor zowel de zaalsporten als de zwemcompetities. De wielerwedstrijden vonden plaats op de opgeknapte piste van Herne Hill. Het roeien vond plaats op de Theems.

## Hoogtepunten
- Vanwege de zojuist afgelopen Tweede Wereldoorlog werden Duitsland en Japan niet uitgenodigd. Italië, Hongarije en Oostenrijk mochten echter wel deelnemen. Ook China was van de partij. De Sovjet-Unie bleef echter weg.
- Fanny Blankers-Koen was de ster van de spelen, met haar vier gouden medailles bij de atletiek.
- Ilona Elek (Hongarije, schermen) en Jan Brzak (Tsjecho-Slowakije, kanovaren) wisten de titel te verdedigen die ze 12 jaar geleden op de laatste spelen gewonnen hadden.
- Voor het eerst werden olympische diploma's uitgereikt aan de eerste zes deelnemers op elk onderdeel.
- Greta Andersen, een Deense zwemster werd onwel tijdens de 400 meter vrije slag. Zij werd van de verdrinkingsdood gered door een Amerikaanse en een Hongaar die het bad in doken.
- Tijdens de Marathon kwam de Belg Etienne Gailly als eerste het stadion binnen. Hij was echter zo verzwakt dat hij op de laatste vierhonderd meter nog werd ingehaald door de Argentijn Delfo Cabrera, die eerste werd, en de Brit Thomas Richards en uiteindelijk pas als derde over de finish strompelde.
- De Spelen in Londen zagen ook de opmars van een nieuwe atletiekgrootheid: de Tsjecho-Slowaak Emil Zátopek. Zatopek was een luitenant in het Tsjecho-Slowaakse leger en was eigenlijk de eerste atleet die zich een strenge training oplegde. Dagelijks liep hij tot dertig kilometer. Zatopek won op indrukwekkende wijze de 10.000 m. In een verzengende hitte hield hij er een moordend tempo op na. Zelfs de Finse wereldrecordhouder, Viljo Heino, moest opgeven. Op de 5000 meter werd Zatopek echter geklopt door de Belg Gaston Reiff.
- In het hockey namen India en Pakistan voor het eerst deel als onafhankelijke staten. In de finale speelde het Verenigd Koninkrijk tegen voormalige kolonie India en verloor.
- In het zwemmen, op de 100 m vrije slag, stelde de Franse wereldrecordhouder, Alex Jany, zwaar teleur. Jany eindigde pas vijfde in een wedstrijd die werd gewonnen door de Amerikaan Walter Ris.

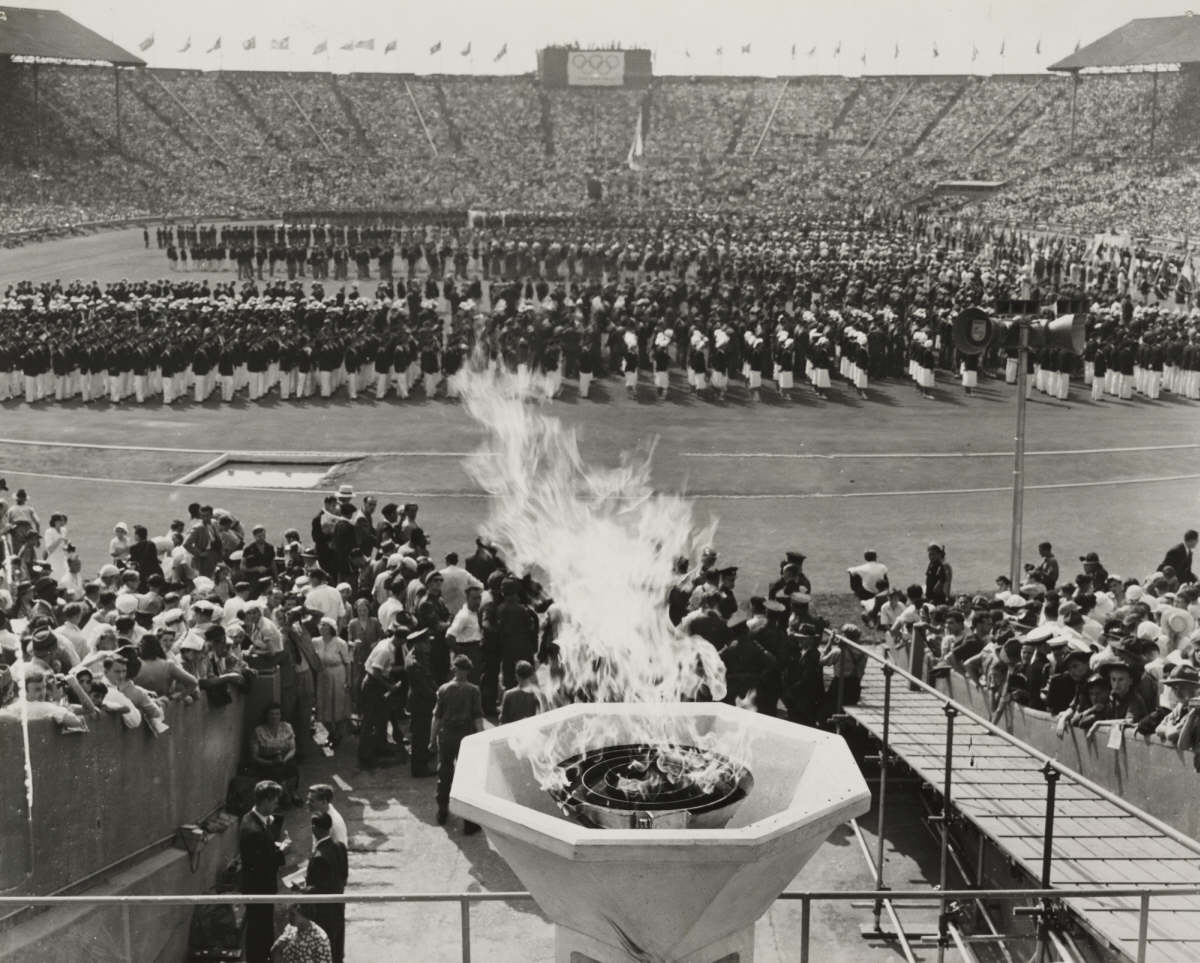
Openingsceremonie

## Sporten
Tijdens deze Spelen werd er gesport in 19 disciplines binnen 17 sporten. Lacrosse was de enige demonstratiesport op deze editie.

## Deelnemende landen

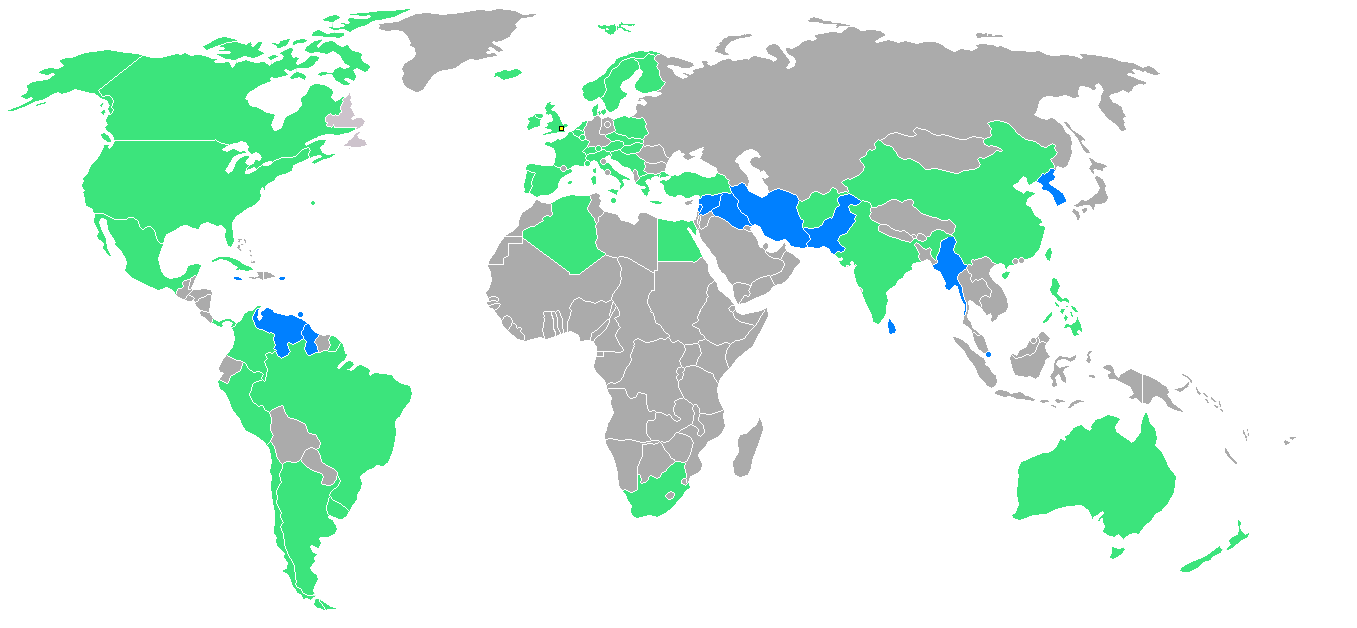

Er deden 59 landen mee aan de Spelen. Veertien landen debuteerden: Birma, Brits-Guyana, Ceylon, Irak, Iran, Jamaica, Libanon, Pakistan, Puerto Rico, Singapore, Syrië, Trinidad en Tobago, Venezuela en Zuid-Korea. In 1900 nam er al een deelnemer uit Perzië (nu Iran) deel.

### Belgische prestaties
- De achtentwintigjarige Gaston Reiff wint voor België het eerste atletiekgoud ooit, op de 5000 meter. Reiff, afkomstig uit Eigenbrakel, behoorde voor de wedstrijd allerminst tot de favorieten. De Tsjecho-Slowaak Zatopek en de Nederlander Wim Slijkhuis werden algemeen getipt als een van de mogelijke winnaars. Reiff voelde zich op de dag van de wedstrijd echter in topvorm en liep tot veertig meter uit op zijn concurrenten. Hij verzwakte naar het einde toe, maar wist de opkomende Zatopek toch nog te snel af te zijn.
- Etienne Gailly zorgde bijna voor het tweede Belgische atletiekgoud. Bij de marathon kwam hij als eerste het stadion binnen, maar hij verloor zijn krachten door de enorme temperatuurschommeling die hij ondervond toen hij het stadion betrad via de koude en vochtige toegangstunnel. Gailly waggelde over de piste tijdens zijn laatste ronde en werd in extremis nog voorbijgestoken door de Argentijn Delfo Cabrera en de Brit Thomas Richards. Uiteindelijk haalde Gailly de eindmeet in de bronzen positie.
- Het Belgische wielrennen was zeer succesvol tijdens deze Spelen: de Belgische wielrenners winnen goud in de tijdrit; Pierre Nihant fietst als tweede over de lijn tijdens de 1 km lange tijdrit en Lode Wouters verovert het brons in de wegwedstrijd individueel.
- Jos Vissers bokst zichzelf naar zilver in de lichtgewichten.

Medailles
| Medaille   | Winnaar          | Onderdeel                            |
| ---------- | ---------------- | ------------------------------------ |
| Goud (2)   | Gaston Reiff     | atletiek, 5000 m                     |
| Goud (2)   | Heren team       | wielersport, wegwedstrijd - teams    |
| Zilver (2) | Joseph Vissers   | boksen, lichtgewicht                 |
| Zilver (2) | Pierre Nihant    | wielrennen, 1000 m tijdrit           |
| Brons (3)  | Etienne Gailly   | atletiek, marathon                   |
| Brons (3)  | Heren schermteam | schermen, floret - teams             |
| Brons (3)  | Lode Wouters     | wielrennen, wegwedstrijd individueel |

### Nederlandse prestaties
- Met haar leeftijd van dertig jaar werd Fanny Blankers-Koen vooraf door de Britse pers niet tot een van de kanshebbers gerekend. Ze zou te oud zijn. Deze berichten wisten haar te inspireren tot ongekende prestaties. Ze was de snelste op de 100 en 200 meter en de 80 meter horden. Ook loodste ze de 4 x 100 meter ploeg naar goud. De andere drie loopsters waren Nettie Witziers-Timmer, Gerda van der Kade-Koudijs en Xenia Stad-de Jong.
- Zwemster Nel van Vliet behaalt Nederlands vijfde gouden medaille op de 200 meter schoolslag.

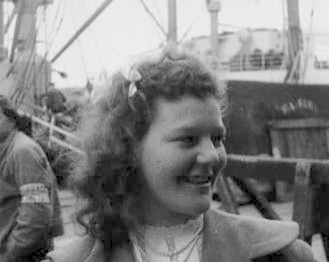
Olympisch kampioene Nel van Vliet

Medailles
| Medaille   | Winnaar                    | Onderdeel                 |
| ---------- | -------------------------- | ------------------------- |
| Goud (5)   | Dames estafetteteam        | atletiek, 4 x 100m        |
| Goud (5)   | Fanny Blankers-Koen        | atletiek, 100m            |
| Goud (5)   | Fanny Blankers-Koen        | atletiek, 80m horden      |
| Goud (5)   | Fanny Blankers-Koen        | atletiek, 200m            |
| Goud (5)   | Nel van Vliet              | zwemmen, 200m schoolslag  |
| Zilver (2) | Lida van den Anker-Doedens | kanovaren                 |
| Zilver (2) | Gerrit Voorting            | wielersport, wegwedstrijd |
| Brons (9)  | Heren hockeyers            | hockey                    |
| Brons (9)  | Heren waterpoloteam        | waterpolo                 |
| Brons (9)  | Dames zwemploeg            | zwemmen, estafette        |
| Brons (9)  | Koos de Jong               | zeilen                    |
| Brons (9)  | Bram Charité               | gewichtheffen             |
| Brons (9)  | Wim Slijkhuis              | atletiek, 5000m           |
| Brons (9)  | Wim Slijkhuis              | atletiek, 1500m           |
| Brons (9)  | Maas Stutterheim           | zeilen                    |
| Brons (9)  | Wies Vaessen               | zwemmen, 100m vrije slag  |

## Medaillespiegel
Er werden 411 medailles uitgereikt. Het IOC stelt officieel geen medailleklassement op, maar geeft desondanks een medailletabel ter informatie. In het klassement wordt eerst gekeken naar het aantal gouden medailles, vervolgens de zilveren medailles en tot slot de bronzen medailles.
In de volgende tabel staat de top-10 en het Belgische en Nederlandse resultaat. Het grootste aantal medailles in elke categorie is vetgedrukt.
Zie de medaillespiegel van de Olympische Zomerspelen 1948 voor de volledige weergave.
| Plaats | Land              | NOC | Goud | Zilver | Brons | Totaal |
| ------ | ----------------- | --- | ---- | ------ | ----- | ------ |
| 1      | Verenigde Staten  | USA | 38   | 27     | 19    | 84     |
| 2      | Zweden            | SWE | 16   | 11     | 17    | 44     |
| 3      | Frankrijk         | FRA | 10   | 6      | 13    | 29     |
| 4      | Hongarije         | HUN | 10   | 5      | 12    | 27     |
| 5      | Italië            | ITA | 8    | 11     | 8     | 27     |
| 6      | Finland           | FIN | 8    | 7      | 5     | 20     |
| 7      | Turkije           | TUR | 6    | 4      | 2     | 12     |
| 8      | Tsjecho-Slowakije | TCH | 6    | 2      | 3     | 11     |
| 9      | Zwitserland       | SUI | 5    | 10     | 5     | 20     |
| 10     | Denemarken        | DEN | 5    | 7      | 8     | 20     |
| 11     | Nederland         | NED | 5    | 2      | 9     | 16     |
|        |                   |     |      |        |       |        |
| 15     | België            | BEL | 2    | 2      | 3     | 7      |

Atletiek · Basketbal · Boksen · Gewichtheffen · Hockey · Kanovaren · Lacrosse (demonstratie) · Moderne vijfkamp · Kunstwedstrijden · Paardensport · Roeien · Schermen · Schietsport · Schoonspringen · Turnen · Voetbal · Waterpolo · Wielersport · Worstelen · Zeilen · Zwemmen
Afghanistan · Argentinië · Australië · België · Bermuda · Birma · Brazilië · Brits-Guiana · Canada · Ceylon · Chili · Colombia · Cuba · Denemarken · Egypte · Filipijnen · Finland · Frankrijk · Griekenland · Groot-Brittannië · Hongarije · Ierland · IJsland · India · Irak · Iran · Italië · Jamaica · Joegoslavië · Libanon · Liechtenstein · Luxemburg · Malta · Mexico · Monaco · Nederland · Nieuw-Zeeland · Noorwegen · Oostenrijk · Pakistan · Panama · Peru · Polen · Portugal · Puerto Rico · Republiek China · Singapore · Spanje · Syrië · Trinidad en Tobago · Tsjecho-Slowakije · Turkije · Uruguay · Venezuela · Verenigde Staten · Zuid-Afrika · Zuid-Korea · Zweden · Zwitserland
Olympische Zomerspelen
Olympische Winterspelen
Gerelateerd
Olympische Jeugdspelen · Paralympische Spelen · Deaflympische Spelen · Special Olympic World Games
IOC · COA · BOIC · NOC*NSF · NAOC · SOC
- Gemeinsame Normdatei: 5183339-6
- Library of Congress Control Number: n92087238
- Nationale Bibliotheek van Tsjechië: xx0046990
- Nationale Bibliotheek van Israël: 987011427061205171
- Virtual International Authority File: 140392389